# Rintfleisch-Pogrom
Als Rintfleisch-Pogrom oder Rintfleisch-Verfolgung wird ein im Jahre 1298 vor allem in Franken, aber auch in der Oberpfalz und anderen Teilen Altbayerns verübter Massenmord an Juden bezeichnet.

## Ausbruch der Verfolgung am 20. April 1298
In der kleinen Stadt Röttingen gab es Gerüchte über eine Hostienschändung. Eine Gruppe von „Judenschlägern“ zog unter der Anführung des „nobilis Rintfleisch“ oder „König Rintfleisch“ (lateinisch auch quidam nobilis dictus rex Rintfleisch) durch Franken und angrenzende Gebiete und verübte Massaker an den örtlichen jüdischen Gemeinden. Am 20. April 1298 wurden in einem ersten Massaker die 21 Juden der Stadt Röttingen auf dem Scheiterhaufen verbrannt.
Rintfleisch, der in den Quellen teilweise als verarmter Ritter und meist als „carnifex“ (= Fleischer, aber auch Scharfrichter) bezeichnet wird, verkündete, er habe vom Himmel eine persönliche Botschaft erhalten und sei zum Vernichter aller Juden ernannt worden. Rintfleisch, dessen Vorname nicht überliefert ist, war wahrscheinlich kein Adliger. In Betracht kommt gemäß Turnau ein gewisser Johann von Rinberg.

## Historischer Hintergrund
Die Rintfleisch-Verfolgung ist in ihrer räumlichen Ausdehnung und Heftigkeit ohne die Thronstreitigkeiten zwischen Albrecht I. von Österreich und Adolf von Nassau nicht zu verstehen. Ihretwegen war ein bedeutender Teil der fränkischen Landesherren bis zur entscheidenden Schlacht bei Göllheim am 2. Juli 1298 und noch kurz danach mit bedeutenden Truppenkontingenten abwesend.

## Zahl der Getöteten
Der Höhepunkt der Massaker war in der zweiten Julihälfte 1298, im August ebbten die Verfolgungen ab, den Schlusspunkt bildete die Vernichtung der jüdischen Gemeinde von Heilbronn am 19. Oktober 1298. Insgesamt wurden mindestens 4000 bis 5000 Juden ermordet, die jüdischen Gemeinden vieler Städte in Franken wurden ausgerottet. Die Gemeinde in Rothenburg ob der Tauber wurde in vier Wochen drei Mal angegriffen: Am 25. Juni waren 53 Tote zu beklagen (nach anderer Quelle 57), am 18. Juli weitere mindestens 36; der Rest der Gemeinde, knapp 450 Menschen, floh daraufhin in die Rothenburger Reichsburg, die ab Sonntag, 20. Juli, belagert und am 22. Juli eingenommen wurde; alle Juden wurden umgebracht. In Würzburg waren am 24. Juli 1298 etwa 900 Ermordete zu beklagen, ausgerottet wurden auch die Gemeinden in Nördlingen, Heideck, Weißenburg (nach 26. Juli), Berching (27. Juli, etwa 30 Getötete), Neumarkt in der Oberpfalz (27. Juli, mindestens 40 Getötete, nach einer anderen Quelle 65, darunter auch einige Christen, die versucht hatten, Juden zu schützen), Bamberg (27. Juli, mehr als 130 Getötete) und Nürnberg (1. August 1298, 628 Ermordete). Die Namen von 3441 ermordeten Juden aus 44 „Blutstädten“ werden im Nürnberger Memorbuch aufgelistet.
Die jüdischen Gemeinden in Regensburg und Augsburg wurden durch die Magistrate dieser Freien bzw. Reichsstädte geschützt. Aus Regensburg ist überliefert, dass der Rat der Stadt den Schutz der Juden gegen einen Teil der eigenen Bürgerschaft durchsetzen musste. Wann genau versucht wurde, die Juden auch in diesen beiden Städten auszurotten, ist nicht überliefert. In Augsburg verpflichtete sich die jüdische Gemeinde in einer Urkunde vom 23. August 1298 dazu, innerhalb von vier Jahren auf eigene Kosten einen Teil der Stadtmauer neu zu errichten. Da dies „zu Ehren der Stadt“ geschehen sollte, hatte die Rettung vor dem Pogrom wahrscheinlich kurz zuvor stattgefunden.

## Verlauf und geographische Ausdehnung der Verfolgung
Der Zug von „König Rintfleisch“ lässt sich insbesondere im Ausgangsgebiet der Verfolgung sowie im Raum Hohenlohe und Heilbronn recht genau verfolgen. Die ersten Ausschreitungen im Kerngebiet fanden am 23. Juni 1298 gegen die jüdischen Gemeinden in der Reichsstadt Windsheim (heute Bad Windsheim) statt (mindestens 54 Verbrannte), auch in Neustadt an der Aisch (mindestens 60 Verbrannte, bzw. 71 Tote) und in Markt Erlbach (mehrere Tote), es folgten die Massaker in Iphofen (24. Juni, 25 Getötete), Markt Bibart (vermutlich am 24. oder 25. Juni, mehr als zwölf Getötete), die erste Attacke auf die Gemeinde in Rothenburg o.d.T. (25. Juni) und anschließend weitere Übergriffe auf die Juden in Ochsenfurt (28./29. Juni) sowie in Mergentheim (heute Bad Mergentheim) am  30. Juni. Etwas weiter westlich folgten rund drei Wochen später Sindringen (22. Juli), Tauberbischofsheim (dessen jüdische Gemeinde am 24. Juli im nahegelegenen Gamburg massakriert wurde), Möckmühl (25. Juli), Krautheim (26. Juli), Mosbach (28. Juli) und Widdern (29. Juli). Massaker, deren genaues Datum nicht überliefert ist, geschahen außerdem u. a. in Lauda, Walldürn, Wertheim, Öhringen, Ingelfingen, Künzelsau, Stetten, Creglingen, Weinsberg, Waldenburg, Forchtenberg, Güglingen, Leonberg, Sontheim und Weikersheim. Da die Orte mit taggenau datierten Massakern nicht auf einer Linie liegen, haben sich die Verfolger offenbar auf mehrere Gruppen aufgeteilt (Massaker in Würzburg am 23. Juli, 60 km entfernt von Sindringen, 22. Juli). Dafür spricht auch sonst die große geographische Distanz von rund 350 Kilometern der in wenigen Wochen insgesamt heimgesuchten jüdischen Gemeinden von einigen Orten im Raum Sömmerda/Thüringen im Norden bis ins südliche Oberschwaben im Süden.

## Die letzten Massaker
Die letzten drei Verfolgungen trafen am 17. August 1298 Gartach, am 20. September Weinheim am Odenwald und schließlich am 19. Oktober 1298 die jüdische Gemeinde von Heilbronn, deren 143 (nach einer anderen Quelle 200) Mitglieder ermordet wurden. Das mit 136 (nach anderen Quellen 133) Opfern angegebene „Gartach“ wird als Kleingartach verstanden.
König Albrecht I. ließ Rintfleisch und weitere Anführer der Massaker schließlich vermutlich verbannen, nach einer anderen (späteren und eventuell tendenziösen) Quelle hingegen festnehmen, enteignen und aufhängen. Die Städte, in denen Juden getötet worden waren, seien demnach zu Geldstrafen an den König verurteilt worden.
Die Verfolgungen wurden in den Historiae Memorabiles dokumentiert.